# Григорівка (Сіверська міська громада)
Григо́рівка — село Сіверської міської громади Бахмутського району Донецької області, Україна. Населення становить 90 осіб.
Поблизу села розташований ботанічний заказник місцевого значення Ковила біля села Григорівка.

## Історія
За даними 1859 року Григорівка (Підгорівка), панське село, над Сіверським Дінцем, 36 господ, 194 особи.
В 1878 році вугільним промисловцем Древицьким в селі відкрито приватну школу. 

###### Кургани
Біля села знаходяться кургани бронзової доби (кінець ІІІ — початок I тисячоліття до н. е.)